# Nárameč (tvrz)
Tvrz Nárameč byla tvrzí v Náramči v okrese Třebíč, nachází se u silnice II/390 ve východní části vesnice. Z původní tvrze se dochovala obytná věž, která slouží k bydlení. Je památkově chráněna jako kulturní památka ČR.

## Popis
Obytná věž tvrze je umístěna na jižní straně silnice II/390 v Náramči, je zachována do prvního patra, zastřešena a pozůstatky druhého patra jsou v podobě zbytků zdiva nad zastřešenou částí. Kamenná věž je obdélného půdorysu o rozměrech 12,7 x 11,5 metru, vnitřní rozměry jsou 7,5 x 9 metrů, stavebním materiálem byl lomový kámen. Součástí stavby je mohutná soklová římsa po celém obvodu stavby. Vstup do věže je součástí přilehlé obytné budovy. Na jižní straně budovy je prolomeno křížové okno, další okna jsou střílnovitá v prvním patře, na jižní a východní straně budovy. V druhém patře v pozůstatcích kamenné zdi jsou kamenné konzoly, prevet a čtvercové okno. Na severní straně budovy k silnici je novodobé okno z doby kolem roku 1910. Budova má obvodové zdi o síle cca 2 metrů.
V interiéru v přízemí u vstupu je černá kuchyně a úzká kamenná schodiště do patra a do sklepa. V přízemí je budova rozdělena do dvou místností, větší obytné a menší. V nadzemním patře je krov a opěrné sloupy dalšího podlaží.

## Historie
První písemná zmínka o Náramči pochází z roku 1104, v roce 1349 patřila vesnice Mikulášovi a Přečkovi z Náramče, roku 1373 byla tvrz a vesnice prodána Bohušovi z Vanče, v roce 1379 patřila Buškovi z Náramče. V roce 1410 získali vesnici a tvrz bratři ze Stichovic, majitelem tvrze byl Zbyněk ze Stichovic, v roce 1466 tvrz získal Jan Konšelský z Jinošova a v roce 1490 ji získali bratři Jan a Petr Mrakšové z Noskova a Budišova. V roce 1561 je již uvedena jako pustá. Zřejmě však nebyla pobořena a v roce 1690 byla zakoupena rodinou Tůmovou, která ji od té doby vlastní a upravila ji k obytným účelům.